# Округ Хемпшир (Западна Вирџинија)
Хемпшир (енгл. Hampshire County) је округ у америчкој савезној држави Западна Вирџинија.

## Демографија
По попису из 2010. године број становника је 23.964, што је 3.761 (18,6%) становника више него 2000. године.
| Група             | 2000.          | 2010.          |
| Белци             | 19.733 (97,7%) | 23.146 (96,6%) |
| Афроамериканци    | 167 (0,8%)     | 240 (1,0%)     |
| Азијати           | 33 (0,2%)      | 51 (0,2%)      |
| Хиспаноамериканци | 112 (0,6%)     | 242 (1,0%)     |
| Укупно            | 20.203         | 23.964         |